# 陳鑑 (正統進士)
陳鑑（1415年—1471年），字緝熙，號方庵，室名心遠樓，直隸蘇州府長洲縣人，明朝政治人物。

## 生平
正統九年（1444年）甲子科順天鄉試第二名舉人，十年（1445年）乙丑科會試中副榜，十三年（1448年）戊辰科一甲第二名進士（榜眼）。授翰林院編修，景泰七年（1456年）升修撰。天順元年（1457年）與高閏出使朝鮮，與朝鮮大臣有唱和，集成《皇華集》。成化二年（1466年）升侍讀，四年（1468年）升侍讀學士，五年（1469年）升國子監祭酒，七年（1471年）因前國子監祭酒邢讓在國子監用會饌錢事牽連，罷職歸里，同年九月卒。

## 著作
著有《方庵集》，今不傳。

## 家族
曾祖陳彥名；祖父陳子騏；父陳德潤。